# Hans Asperger
Hans Asperger (Bécs, 1906. február 18. –  Bécs, 1980. október 21.) osztrák orvos, gyógypedagógus, egyetemi tanár.

## Életútja
Fiatalon aktív tagja a „Neuland” katolikus ifjúsági mozgalomnak. Orvosi tanulmányait a bécsi egyetemen (1931-ben) végezte, gyermekszakorvosi képesítést is ott szerzett a gyermekklinikán, 1943-ban habilitált (Die autistischen Psychopathen im Kindesalter). 1957-62 között az innsbrucki, 1962-77 között a bécsi egyetem gyermekklinikáján professzor. Asperger az osztrák gyógyító pedagógiai irányzat egyik vezető egyénisége, akinek többek között a gyógyító nevelési terápiáról (heilpädagogische Therapie) közölt megállapításai jelentősek (Vértes, 1990). Gyermek-neuropszichiátriai munkásságában kiemelkedő a szakirodalomban az autizmus-spektrumhoz tartozó  Asperger-szindróma leírása.
Asperger az osztrák gyógypedagógiai társaság (Österr. Gesellschaft für Heilpädagogik) elnöke (1946-80), hasonlóan elnöke vagy tagja több orvosi és pedagógiai tudományos vagy szakmai szervezetnek, tiszteletbeli professzor (1965) a müncheni egyemen, több mint 300 szakmai publikáció szerzője.

### Újabb viták személye körül: a náci eszmékkel való szimpátiája
Nyolc évig tartó kutatás végén vonta le a következtetést a Bécsi Orvosi Egyetem kutatócsoportja, hogy az autizmus-kutatás úttörője részt vett a Harmadik Birodalom eutanázia-programjában, és gyakorlatilag gyerekeket ítélt halálra azzal, hogy életre alkalmatlannak nyilvánította őket a náci birodalom fajtisztasági elméleteit érvényre juttatva. Herwig Czech, a bécsi orvosi egyetem kutatója és társai a kutatás eredményeit egy 43 oldalas tanulmányban foglalták össze.

#### A új kutatások
Az áttanulmányozott korabeli iratokból kiderült, hogy Asperger rendszeresen gyerekeket küldött az Am Spiegelgrund klinikára, ami a harmadik birodalom eutanázia-programjának egyik gyűjtőhelye volt, és ahol 1940 és 1945 között csaknem nyolcszáz életre alkalmatlannak nyilvánított gyermek vesztette életét, köztük sokat a hírhedt gyermekeutanázia programban öltek meg. Czech szerint Asperger arról készített feljegyzéseket, hogy a gyógyíthatatlan, örökletes betegségekben szenvedőkkel szemben korlátozó lépéseket kell tenni, mivel a német fajjal szembeni felelősségtudat – a nácik szerint – ezt követeli meg. A szerző keményen bírálja az Aspergerről angolul megjelent könyvek és tanulmányok szerzőit is, amiért azok "nagyon megengedőek" Aspergerrel szemben, még akkor is, ha nagyon korlátozott ismereteknek és forrásoknak voltak eddig a birtokában.
Arra vonatkozólag nem találtak közvetlen bizonyítékot a bécsi kutatók, hogy Asperger szándékosan és egyenesen küldött volna halálba általa "autisztikus pszichopataként" leírt pácienseket, de a felállított diagnózisa sokuknak járt tragikus következményekkel és jelentett komoly terhet még a II. világháború vége után is.

#### A következmények
Az említett Molecular Autism-ban megjelent cikk szerkesztői és a lap kiadói tisztában voltak azzal, hogy a publikáció szeléskűrű hullámokat vet majd, de mint mondták, "úgy hisszük, érdemes publikálni annak érdekében, hogy kiderüljön az igazság: egy orvos, akiről sokáig úgy gondoltuk, csak értékes tudással gyarapította a gyermekgyógyászat és a gyermekpszichiátria tudományait, aktívan segítette a nácikat iszonyatos eugenika- és eutanáziaprogramjaikban. Ezt a történelmi bizonyítékot nyilvánossá kell tenni." Ez még akkor is így van, ha egy kanadai tudós hozzátette a Times-ben, hogy "gyakorlatilag minden orvos ebben az időben a náci párt tagja volt, és gyakorlatilag nem volt ellenkezés a mentálisan betegek és fogyatékosok elleni eutanáziaprogrammal szemben, kivéve egy-két szanatórium vezetője és kis számú katolikus püspök részéről”. Ketil Slagstad norvég kutató pedig árnyalja a képet, amikor összefoglaló cikkében azt mondja: "Hans Asperger története, a nácizmus, a gyermekgyilkosság, a háború utáni feledés, a diagnózis születése az 1980-as években, a diagnosztikai kritériumok fokozatos bővülése és az autizmus spektrumzavarok iránti közelmúltbeli nagy érdeklődés példák a diagnózisok történelmi és változó természetére: a diagnózisok történelmi konstrukciók, és tükrözik azt a kort és társadalmat, amelyben működnek. Az Asperger-kór és a nácizmus története arra emlékeztet bennünket, hogy a betegség pszichiátriai fogalmát kritikai figyelemmel kell öveznünk és meg is kell azt védeni az emberek életének egyre több területét érintő moralizálássokkal szemben. Ezt a feladatot a német akadémiai pszichiátria nagyon komolyan vette, mivel a történelem tanulságai tudatosították, hogy az orvostudomány és a politika közötti szakadék mennyire átláthatatlan, nem utolsósorban éppen az autoriter rendszerekben."

#### A szindróma neve
Érdekes kérdés,, hogy továbbra is marad-e Asperger-szindróma a neve az autizmus enyhébb formájának tartott kórképnek? A cikket közlő szaklap, a Molecular Autism szerkesztői arra mutattak rá, hogy amikor 1981-ben először említette így Lorna Wing tudós a betegséget, még természetesen nem lehetett tisztában Asperger bűneivel.

## Főműve
- Heilpädagogik. Wien-New York, 1952 (7. kiad.)